# Champfleury (Aube)
Champfleury é uma comuna francesa na região administrativa de Grande Leste, no departamento de Aube. Estende-se por uma área de 17,98 km². Em 2010 a comuna tinha 106 habitantes (densidade: 5,9 hab./km²).